# سيدي المكي
سيدي المكي هي قرية في إقليم برشيد منذ 2004 ضمن جهة الشاوية ورديغة بالغرب المغربي. كان مجموع عدد سكان الجماعة القروية سيدي المكي 10.983 نسمة.(تعداد السكان الرسمي 2004)